# Losilla (Fonfría)
Losilla o La Silla  es un despoblado medieval de la Comunidad de Daroca situado entre Fonfría y Bea y entre la vertiente Suroeste de la Sierra de Orich y la vertiente nordeste de la Sierra de Pelarda. Se encuentra en la provincia de Teruel.

## Historia
La primera referencia a este pueblo es el texto de 1205 en el que el obispo de Zaragoza Ramón de Castrocol adjudica diezmos y primicias a las iglesias de Daroca. Ahí se cita dos veces Losilla:

Clerici ecclesiea Sancti Johannes, habent Portelrubeo, Tuera, Las Casas, Collados, Manchones, Salze, Murero, Baselga, Aldea Dominico Ferrero, Ceyda. Clerici et ecclesia Sancti Dominici habent Allueva, Fuentfrida, Losella, Bea, Noros, Pardellos, Corberola, Vello, Castelpedrés, Losella, Gallocanta, Ollosnigros, Pozuel.

En un documento de 1560 de la "Casa de Ganaderos de Zaragoza" en el que describen las dehesas de la Comunidad de Daroca se puede localizar Losilla por el uso que hacían de su terreno los habitantes de Fonfría y Bea:

los jurados del lugar de Vea los quales dixeron que ellos tienen en el dicho lugar de Bea una dehesa que se llama el Rebollo y amas de aquella dehessa los del dicho lugar y los del lugar de Fuenfría tienen otra dehesa que se llama de la Pardina de Santa María de Losilla...

dixeron los dichos de Fuenfría e los del lugar de Vea tienen otra defessa que es la defesa de la pardina de Nuestra Señora de Losilla...

## Monumentos
- Ermita de Nuestra Señora de La Silla o Ermita de la Virgen de La Silla. Esta ermita es un santuario con un significado especial para la gente de pueblos de los alrededores como Allueva, Anadón, Bádenas, Bea, El Colladico, Fonfría, Godos, Lagueruela, Mezquita, Monforte, Pidrahíta, Rudilla, Salcedillo y Torrecilla, pueblos que pertenecían a la Cofradía de nuestra Señora de Losiella en 1769.